# Mr. J頻道
《Mr. J頻道》（英語：Mr. J Channel）是台灣中天電視的綜藝節目，製作單位為映畫傳播，主持人為周倫、杜國璋、雪糕、小麥、乙黑繪理。中天娛樂台週六晚間8點至晚間9點30分全球首播，中天綜合台周日晚間10點至晚間11點30分播出，中視無線台週六晚間10點至晚間11點30分播出，每集播出兩集錄影。

## 參加來賓
| 中天集數 | 中視集數 | 首播日期       | 參加來賓                                       | 備註                                             |
| 01       |          | 2010年10月30日 | 羅志祥                                         | 中視並未播映                                     |
| 02       | 01       | 2010年11月6日  | 林志玲                                         |                                                  |
| 03       | 02       | 2010年11月13日 | 張惠妹、江蕙                                   |                                                  |
| 04       | 03       | 2010年11月20日 | 林俊傑                                         |                                                  |
| 00       |          | 2010年11月27日 | 羅志祥、林志玲                                 | 中視轉播五都選舉開票特別節目，中天娛樂台播出特輯 |
| 05       | 04       | 2010年12月4日  | 張菲、梁心頤、張傑                             |                                                  |
| 06       | 05       | 2010年12月11日 | 張小燕、黃子佼、卜學亮                         |                                                  |
| 07       | 06       | 2010年12月18日 | 洪榮宏、洪敬堯、洪榮良、黃俊郎、楊瑞代、方文山 |                                                  |
| 08       | 07       | 2010年12月25日 | 李玖哲、黃立成、顧思妤、李京恬、翁滋蔓         |                                                  |
| 09       | 08       | 2011年1月1日   | 巨砲、浪花兄弟、袁詠琳                         |                                                  |
| 10       | 09       | 2011年1月8日   | 黃懷晨、賴琳恩、劉畊宏                         |                                                  |
| 11       | 10       | 2011年1月15日  | 郭子乾、邰智源、九孔                           |                                                  |
| 12       | 11       | 2011年1月22日  | 游松澤、詹宇豪、蔡康永                         |                                                  |
| 13       | 12       | 2011年1月29日  | 杜德偉                                         |                                                  |
|          | 13       | 2011年2月5日   | 羅志祥                                         | 中視播出中天集數第1集                            |

## 收視率

### 中視無線台重播
| 集數                                                                                       | 播出日期       | AGB 收視率(平均 - 有效) | 排名 |
| ------------------------------------------------------------------------------------------ | -------------- | ----------------------- | ---- |
| 第1集                                                                                      | 2010年11月6日  | 0.78-0.32               | 4    |
| 第2集                                                                                      | 2010年11月13日 | 0.87-0.26               | 4    |
| 第3集                                                                                      | 2010年11月20日 | 0.51-0.12               | 4    |
| 2010年11月27日中視因播出五都選舉開票節目《趙少康陪你看選戰》、《選戰愛逗震》，暫停播出一次 |                |                         |      |
| 第4集                                                                                      | 2010年12月4日  | 0.54-0.11               | 4    |
| 第5集                                                                                      | 2010年12月11日 | 0.40-0.09               | 4    |
| 第6集                                                                                      | 2010年12月18日 | 0.60-0.10               | 4    |
| 第7集                                                                                      | 2010年12月25日 | 0.46-0.24               | 4    |
| 第8集                                                                                      | 2011年1月1日   | 0.49-0.08               | 4    |
| 第9集                                                                                      | 2011年1月8日   | 0.59-0.097              | 4    |
| 第10集                                                                                     | 2011年1月15日  | 0.66-0.21               | 4    |
| 第11集                                                                                     | 2011年1月22日  | 0.93-0.48               | 4    |
| 第12集                                                                                     | 2011年1月29日  | 0.55-0.22               | 4    |
| 第13集                                                                                     | 2011年2月5日   | 0.35-0.04               | 4    |
| 平均收視率                                                                                 | 平均收視率     | 0.59                    | -    |

- 同時段綜藝節目：民視《豬哥會社》、台視《超級偶像》、華視《天才衝衝衝》
- 由AGB尼爾森調查，平均收視率所調查範圍是四歲以上收看電視之觀眾。有效收視率則是電視台與廣告商看重的15-40歲觀眾群收視。

## 事件
2010年11月6日，《自由時報》報導〈唉呦！周董炒老梗挽頹『視』 消費林志玲屁屁〉，批評《Mr. J頻道》首集收視率只有0.32%，靠炒作周杰倫與林志玲的「周林戀」挽救收視率。同月7日，周杰倫在小麥的微博回批《自由時報》：「我覺得很奇怪，《自由時報》是有病還是怎樣？大家都在辛苦努力，你們在扯什麼後腿啊！」「原本很開心重慶演唱會完美落幕，但小麥說看到一篇報導我可能會氣炸，果然被他說中。首集開播隔天，就只有你們一報說我收視慘，然後無知的新聞台也跟著報；我當時想說算了，結果你們又搞這些有的沒有的。告訴你們：幾乎所有來賓，我在首集播出之前就錄好了，請問我要救什麼收視啊？」「我只要不是第一，（你們）就說我慘遭滑鐵盧。〈超人不會飛〉的歌詞你們看懂了嗎？請看懂了再來批評我做的任何事情。」
2010年11月9日，《自由時報》報導：「『周董』周杰倫處男秀節目《Mr. J頻道》，《中國時報》娛樂新聞大肆吹捧，但顯然效果不彰：上週播出第二集，找來林志玲大咖炒老梗，收視率再創新低，從首播0.32降到0.26，收視率降幅19%。圈內人表示，要拉抬節目人氣，也要找一家讀者多的報紙才對。」同日，周杰倫透過其助理的微博回批《自由時報》：「果然這個瞎透的《自由時報》又出爛招了，哈哈哈，我終於知道為什麼有人會把報紙踩在地上示眾，但我忍住了，我以後會把它拿去包肉粽（有押韻哦）。既然大家不想走和平的路線，喜歡用這種互相攻擊的方式，那我就陪你玩。」小麥也回批《自由時報》：「他們如果寫的是事實，我們沒話講。但要找林志玲救收視是無中生有，寫錯不認錯，還刻意扯之前周董財務的謠言；最後怕事，再引用別的報導駁斥謠言，整個報導空洞。」小麥也說，周杰倫重視朋友，邀好友主持，從不給朋友收視率壓力，「我們做這個節目，不為拚收視率，不爭獎，也不跟誰比，出發點是同心協力做好這件事。」杰威爾音樂也回批《自由時報》：「該媒體一再作負面報導，周杰倫又不是做錯事，何必這樣修理他？且惡意批評已傷害到藝人，是太過火了。」
2010年11月11日，周杰倫宣布拒絕《自由時報》的採訪，《自由時報》副總編輯鄧蔚偉批評周杰倫：「周杰倫好厲害，直接下令不屬於他的電影公司『封殺』《自由時報》。不知道周董是得了『大頭症』，還是在中國待久了，變得很『匪味』，這也封殺、那也封殺，中國共產黨最不文明的那一套全學會了。……《自由時報》因為據實報導了周董主持節目的收視率，結果犯了周董只能報喜不能報憂的大忌，莫名其妙地大肆反彈，反彈的動作既誇張又低級。而《中時》、《聯合》兩報也跟著周董的大頭，在版面上大搖特搖。奉勸周董，跟著你搖的兩報發行量加起來都不如《自由時報》，靠他們不如靠自己。」同日，周杰倫諷刺，《自由時報》極端自我感覺良好的言行只會讓該報被孤立：「有一個媒體，比我更有自信，竟說兩家（報）加起來沒有他一家好；好像學生時代，有一種功課好的（學生）沒人緣，沒用！只會被孤立。」周杰倫也說，囂張應適可而止，「我也只會在我的音樂部分囂張，主持和戲劇不會。當一個人讓人不『蘇湖』（舒服）時，就拒絕他吧！」同日，杜國璋在微博諷刺，《自由時報》踐踏被該報認定違背該報政治正確、沒有跟隨該報極端反中的藝人：「杰倫是我們華人界最出色的藝人；不挺他，挺誰？但奇怪的是，有人就是不喜歡自己的小孩太好。」

## 腳註
1. ↑  尼爾森媒體研究 （页面存档备份，存于）（繁體中文）
2. ↑  中時電子報·中時娛樂·收視率排行 （页面存档备份，存于）（繁體中文）
3. ↑  黃識軒. . 中國時報. 2010-11-08  [2014-02-08]. （原始内容存档于2014-02-22）.
4. ↑  影視組. . 自由時報. 2010-11-09  [2014-02-08]. （原始内容存档于2010-12-13）.
5. ↑  黃雯犀、張雅文. . 中國時報. 2010-11-10  [2014-02-08]. （原始内容存档于2014-02-22）.
6. ↑  王郁惠、白喬茵. . 聯合報. 2010-11-10.
7. ↑  鄧蔚偉. . 自由時報. 2010-11-11  [2014-02-08]. （原始内容存档于2011-01-13）.
8. ↑  朱梅芳. . 中國時報. 2010-11-12  [2015-08-25]. （原始内容存档于2016-04-03）.
9. ↑  黃雯犀. . 中國時報. 2010-11-12  [2014-02-08]. （原始内容存档于2014-02-22）.

| 中天娛樂台 星期六 20:00 - 21:30                    | 中天娛樂台 星期六 20:00 - 21:30             | 中天娛樂台 星期六 20:00 - 21:30                   |
| -------------------------------------------------- | ------------------------------------------- | ------------------------------------------------- |
|                                                    | Mr. J頻道 （2010年10月30日 - 2011年2月5日） |                                                   |
| - -                                                | - -                                         |                                                   |
| 中天綜合台 星期日 22:00 - 23:30                    |                                             |                                                   |
| - -                                                | Mr. J頻道 （2010年10月31日 - ？）           | - -                                               |
| 中視無線台 星期六 22:00 - 23:30                    |                                             |                                                   |
| 我猜我猜我猜猜猜 （1996年7月4日 - 2010年10月30日） | Mr. J頻道 （2010年11月6日 - 2011年2月5日）  | 我猜我猜我猜猜猜 （2011年2月12日 - 2011年3月5日） |